# Olle Norman
Erik Olof (Olle) Atle Norman, född den 1 september 1894 i Östersund, död den 28 december 1966 i Uppsala, var en svensk militär.
Norman avlade studentexamen i Stockholm 1913. Han blev löjtnant vid Jämtlands fältjägarregemente 1918, kapten där 1930, vid generalstaben 1933, major 1936 och överstelöjtnant vid Svea livgarde 1940, vid generalstabskåren samma år. Norman var avdelningschef vid försvarsstabens krigshistoriska avdelning 1937–1940 och stabschef vid IV. arméfördelningen 1940–1942. Han blev överste och chef för Upplands regemente 1942. Norman var befälhavare i  Uppsala-Västerås försvarsområde 1950–1954. Han var domare på Solvalla travbana 1931–1942 och redaktör för Ny militär tidskrift 1933–1937. Norman var verksam inom föreningslivet, bland annat som styrelseledamot i Karolinska förbundet 1933–1953 (sekreterare 1937–1942) och i Armémuseum 1937–1941. Han var även aktiv inom Rotary, där han innehade olika uppdrag efter sin pensionering. Norman invaldes som ledamot av Samfundet för utgivande av handskrifter rörande Skandinaviens historia 1938 och av Krigsvetenskapsakademien 1940. Han blev riddare av Svärdsorden 1936 och av Vasaorden 1937 samt kommendör av andra klassen av Svärdsorden 1946 och kommendör av första klassen 1949. Norman vilar på Västerhaninge kyrkogård.